# Rue des Mâconnais
Rue des Mâconnais är en privat gata i Quartier de Bercy i Paris tolfte arrondissement. Gatan är uppkallad efter regionen Mâconnais i departementet Saône-et-Loire. Rue des Mâconnais börjar vid Rue Lheureux 8 och slutar vid Rue Baron-Le-Roy 62.

## Bilder
| - Notre-Dame-de-la-Nativité de Bercy. - Parc de Bercy. - Bercy Village. |

## Omgivningar
- Notre-Dame-de-la-Nativité de Bercy
- Parc de Bercy
- Bercy Village
- Cour du Ponant
- Cour Saint-Émilion
- Passage Saint-Émilion
- Passage Saint-Vivant
- Rue des Pirogues-de-Bercy
- Passage Dubuffet
- Rue Lheureux
- Rue de Libourne
- Rue de Thorins

## Kommunikationer
- Tunnelbana – linje  – Cour Saint-Émilion
- Busshållplats Terroirs de France – Paris bussnät

### Webbkällor
- ”Rue des Mâconnais”. Mairie de Paris. https://web.archive.org/web/20190905052452/http://www.v2asp.paris.fr/commun/v2asp/v2/nomenclature_voies/Voieactu/5809.nom.htm. Läst 9 oktober 2023.
- ”Rue des Mâconnais (12ème arrondissement)”. Les rues de Paris. https://web.archive.org/web/20190927025509/http://www.parisrues.com/rues12/paris-12-rue-des-maconnais.html. Läst 9 oktober 2023.